# Nova Londrina
Nova Londrina là một đô thị thuộc bang Paraná, Brasil. Đô thị này có diện tích 269,389 km², dân số năm 2007 là 12933 người, mật độ 29,2 người/km².